# دييغو بيريز (تنس)
دييغو بيريز (بالإسبانية: Diego Pérez) مواليد 9 فبراير 1962 في مونتفيدو، هو لاعب كرة مضرب أوروغوياني سابق بدأ مسيرته كمحترف سنة 1981 وكان يلعب باليد اليمنى، اعتزل اللعب في 1995. أعلى تصنيف له في الفردي كان المركز الـ 27 في سنة 1984.

## روابط خارجية
- دييغو بيريز على موقع رابطة محترفي التنس (الإنجليزية)
- دييغو بيريز على موقع الاتحاد الدولي لكرة المضرب (الإنجليزية)
- دييغو بيريز على موقع كأس ديفيز (الإنجليزية)
- دييغو بيريز على موقع خلاصة التنس.كوم (الإنجليزية)